# Paul Kinnander
Paul Kinnander, född 7 april 1746 i Eksjö, död 6 december 1801 i Träslövs socken, var en svensk präst i Vadstena krigsmanshusförsamling och Träslövs församling. 

## Biografi
Paul Kinnander föddes 7 april 1746 i Eksjö. Han var son till dåvarande rektorn där, senare kyrkoherden i Lommaryds socken Ericus Laurentii Kinnander. Kinnander blev höstterminen 1762 student vid Uppsala universitet, Uppsala, och vårterminen 1768 vid Lunds universitet, Lund. Han tog 1768 magister vid Lunds universitet och blev 1772 vice kollega i Linköping. Kinnander blev 21 september 1774 kollega i Söderköping och prästvigdes 8 november samma år. Han tog 20 december 1775 pastoralexamen och blev 13 februari 1776 krigsmanshuspastor vid Vadstena krigsmanshusförsamling. Kinnander blev 1785 kyrkoherde i Träslövs församling, Träslövs pastorat och 1800 prost. Han trivdes inte i Halland och sökte under sin tid där tjänster i Linköpings stift. Han avled 6 december 1801 i Träslövs socken.

### Familj
Kinnander gifte sig 24 januari 1777 med Ulrica Sophia Jansson (1757–1804) Hon var dotter till handlanden och rådmannen Johan Jansson och Maria Wettergren. De fick tillsammans barnen Maria Eleonora (1777–1849), Ulrica Sophia (1779–1780), Johanna Margareta (1780–1858), Johan Eric (1782–1831),  Ulrica Lovisa (1783–1853), Carl Magnus (född 1785), Eva Charlotta (1787–1790), Rebecka Apollonia (1789–1865), Eva Charlotta (1790–1861), en dotter (1792–1792), Paul Gerhard, Paulina Sophia (1798–1798) och Fredric Wilhelm (född 1800). Sonen Paul Gerhard var far till Israel Kinnander.